# جون باتلر (لاعب كرة قدم بريطاني)
جون باتلر (بالإنجليزية: John Butler)‏ هو لاعب كرة قدم بريطاني في مركز الوسط، ولد في 1969 في بلزهيل ‏ في المملكة المتحدة. لعب مع نادي سانت ميرين.